# مسجد زردک اردکان
مسجد زردک اردکان مربوط به سدهٔ ۸ تا دوره معاصر است و در شهرستان اردکان، روستای زردک واقع شده و این اثر در تاریخ ۱۹ مهر ۱۳۷۸ با شمارهٔ ثبت ۲۴۴۸ به‌عنوان یکی از آثار ملی ایران به ثبت رسیده است.